# 大和徳洲会病院
大和徳洲会病院（やまととくしゅうかいびょういん）は、医療法人徳洲会が神奈川県大和市に設置する病院。

## 沿革
（この節の出典）
- 1981年3月：徳洲会9番目、東日本2番目の病院として150床で開院。
- 1981年6月：250床に増床。
- 2018年4月：現在の場所に新築移転[2][3]。
- 2019年6月：大和青洲病院と合併（許可病床数248床）[4]。

## 診療科
（この節の出典）
- 内科
- 消化器内科
- 呼吸器内科
- リウマチ科
- 循環器内科
- 神経内科
- 糖尿病内科
- 腎臓内科
- 小児科
- 外科
- 消化器外科
- 呼吸器外科
- 乳腺外科
- 整形外科
- 形成外科
- 脳神経外科
- 泌尿器科
- 眼科
- 耳鼻咽喉科
- 皮膚科
- 婦人科
- 放射線科
- 麻酔科
- 病理診断科
- リハビリテーション科
- 救急科
- 総合診療科

## 部門
- 看護部
- 薬剤部
- 放射線科
- 検査科
- 臨床工学科
- 健康管理センター
- 医療サポートセンター

## 交通アクセス
- 相模鉄道相鉄本線、小田急電鉄江ノ島線「大和駅」より徒歩約4分[6]